# Khu Hammersmith và Fulham của Luân Đôn
Khu Hammersmith và Fulham của Luân Đôn (tiếng Anh: London Borough of Hammersmith and Fulham) là một khu tự quản Luân Đôn thuộc Tây Luân Đôn, tạo thành một phần của vùng Nội Luân Đôn.
Khu tự quản được thành lập vào năm 1965 thông qua việc sáp nhập Khu tự quản Thủ đô Hammersmith và Khu tự quản Thủ đô Fulham. Nó được biết đến với tên gọi 'Khu Hammersmith của Luân Đôn' cho đến khi hội đồng khu tự quản thay đổi tên gọi vào ngày 1 tháng 1 năm 1979.
In 1908, Thế vận hội được đăng cai ở khu tự quản tại Thành phố White, nhưng nơi đây tốn hàng nhiều thập kỉ để tái phát triển. Năm 1960, BBC khai trương Trung tâm Truyền hình BBC, và năm 2008, Westfield Luân Đôn, sự phát triển mạnh mẽ nổi lên theo các tuyến đường giao thông mới và một trung tâm mua sắm mọc lên, cuối cùng đã hoàn thành công cuộc tái phát triển khu tự quản sau 100 năm.

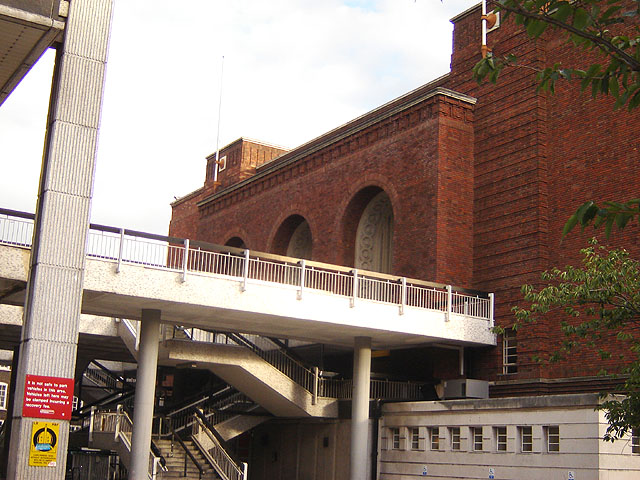
Phía trước toà nhà thị chính Hammersmith và Fulham với nhiều phong cách kiến trúc đa dạng (2005)